# Meniń Qazaqstanym
Meniń Qazaqstanym (Kazachs: Менің Қазақстаным; Nederlands: Mijn Kazachstan) is het nationale volkslied van Kazachstan. Het lied is aangenomen op 7 januari 2006. De melodie is overgenomen van een oud Kazachs patriottisch lied geschreven door Shamshi Kaldayakov en Jumeken Najimedenov in 1956. De voormalige president van Kazachstan, Noersoeltan Nazarbajev, heeft de originele tekst lichtelijk aangepast.

## Tekst
| Kazachs | Latijns alfabet | Vertaling naar Nederlands |
| --- | --- | --- |
| Алтын күн аспаны, Алтын дән даласы, Ерліктің дастаны - Еліме қарашы! Ежелден ер деген, Даңқымыз шықты ғой, Намысын бермеген, Қазағым мықты ғой! Қайырмасы: Менің елім, менің елім, Гүлің болып егілемін, Жырың болып төгілемін, елім! Туған жерім менің — Қазақстаным! Ұрпаққа жол ашқан, Кең байтақ жерім бар. Бірлігі жарасқан, Тәуелсіз елім бар. Қарсы алған уақытты, Мәңгілік досындай. Біздің ел бақытты, Біздің ел осындай! Қайырмасы (2 pem): | Altyn kún aspany, Altyn dán dalasy, Erliktiń dastany - Elime qarashy! Ejelden er degen, Dańqymyz shyqty ǵoı, Namysyn bermegen, Qazaǵym myqty ǵoı! Qaıyrma: Meniń elim, meniń elim, Gúliń bolyp egilemin, Jyryń bolyp tógilemin, elim! Týǵan jerim meniń — Qazaqstanym! Urpaqqa jol ashqan, Keń baıtaq jerim bar. Birligi jarasqan, Táýelsiz elim bar. Qarsy alǵan ýaqytty, Máńgilik dosyndaı. Bizdiń el baqytty, Bizdiń el osyndaı! Qaıyrma (2 rem): | Lucht van de gouden zon, Steppe van gouden zaad, Legende van moedigheid,- Kijk eens in mijn land! Vanaf de oudheid, is onze heldhaftige glorie gebleken, Ze hebben nooit hun trots verloren, Mijn Kazachse broeders zijn sterk! Refrein: Mijn land, mijn land, Als je bloem zal ik geplant worden, Als jouw lied zal ik stromen, mijn land! Mijn geboorteland – mijn Kazachstan! De weg werd geopend voor het nageslacht, Ik heb een uitgestrekt land. De eenheid is groots, Ik heb een onafhankelijk land. Het verwelkomde de tijd, Als een eeuwige vriend, Ons land is gelukkig, Zo is ons land. Refrein (twee maal): |

Onafhankelijke staten: Afghanistan · Armenië · Azerbeidzjan · Bahrein · Bangladesh · Bhutan · Brunei · Cambodja · China · Cyprus · Filipijnen · Georgië · India · Indonesië · Irak · Iran · Israël · Japan · Jemen · Jordanië · Kazachstan · Kirgizië · Koeweit · Laos · Libanon · Maldiven · Maleisië · Mongolië · Myanmar · Nepal · Noord-Korea · Oezbekistan · Oman · Oost-Timor · Pakistan · Qatar · Rusland · Saoedi-Arabië · Singapore · Sri Lanka · Syrië · Tadzjikistan · Thailand · Turkije · Turkmenistan · Verenigde Arabische Emiraten · Vietnam · Zuid-Korea
Niet algemeen erkende landen: Abchazië · Nagorno-Karabach · Palestina · Taiwan · Turkse Republiek Noord-Cyprus · Zuid-Ossetië